# لايتون آي. ديفيس
لايتون آي. ديفيس (بالإنجليزية: Leighton I. Davis) هو ضابط أمريكي، ولد في 10 فبراير 1910 في سبارتا في الولايات المتحدة، وتوفي في 6 مايو 1995.